# Continuum (Windows)

Interfaz gráfico Continuum de Windows 10

Continuum es la interfaz gráfica incluida en el sistema operativo Windows 10, tanto en versiones de desarrollo (Insider Preview) como en las versiones finales, es una mezcla entre la interfaz Windows Aero y Modern UI pertenecientes a Windows 7 y Windows 8.x respectivamente. Apareció por primera vez entre las Compilaciones 9901 y 9932 ya que en las anteriores todavía se estaba utilizando su antecesor. Como un nuevo ámbito, ha cambiado totalmente el significado de Windows, añadiendo algunas nuevas funcionalidades nunca vistas antes, o vistas pero no en él.
Se caracteriza por añadir el nuevo Menú Inicio, la Vista de Tareas propia de GNU/Linux, el Centro de Actividades con la funcionalidad de Modo Tableta, que altera a Inicio y al resto de aplicaciones del sistema, la nueva Barra de Tareas con un estilo limpio y ampliado, junto con los nuevos iconos influenciados por Windows Aero.
El nombre proviene del significado "continuo, único y funcional"; de ahí que lo eligiera Microsoft como nombre al querer un nuevo producto unificado.

## Descripción
Antes de desarrollar al propio Windows 10, se tenía ya una idea madura de qué sería Continuum. Ha resultado, según la multinacional, que conlleva a que el resto del sistema adopte un estilo característico para todas sus aplicaciones, ya sean estas Modernas o Clásicas.
- Las ediciones de Windows 10 PC (Home y Pro entre las más comunes) lo poseen por defecto. Es un conjunto de aplicaciones que funcionan gracias a otra llamada Conector de Aplicaciones y que usan un estilo similar a Modern UI con matices distintos. Generalmente las ventanas son opacas y blancas salvo si se habilita el color en Configuración > Personalización.  La barra de tareas es semitransparente junto a Inicio,  y a las aplicaciones del Área de notificaciones (Altavoces, Acceso a Internet, Batería, Centro de Actividades, Reloj y Menú desplegable). Cuando se habilita el Modo Tableta, la interfaz prácticamente se muestra en pantalla completa. Se asemeja bastante a la edición Mobile.
- La edición de Windows 10 Mobile no lo posee completamente pero también por defecto. El conjunto de aplicaciones funciona con el mismo conector, pero por el momento el sistema está incapacitado para alternar entre Modo Teléfono y Modo PC.  Se mantiene similar a Modern UI, pero a diferencia de su compañero no tiene transparencias que no sean las de los Live Tiles.

## Recepción
Se ha criticado esta implementación por su poca utilidad que hace que parezca una prueba de concepto, ya que la mayor parte de las aplicaciones de terceros no funcionan.